# Thymus extremus
Thymus extremus — вид рослин родини глухокропивові (Lamiaceae), ендемік Росії.

## Опис
Листки від еліптичних до яйцювато-ромбічних, довго черешкові, 3–11 мм, з обох боків щільно запушені. Суцвіття головчасте; чашечка вузько дзвінчата; квіти бузкові 7–8 мм завдовжки.

## Поширення
Ендемік Росії (Красноярськ, Західний Сибір, Якутська область).